# Рідня (телесеріал)
«Рідня» (рос. Родня) — російськомовний комедійний телесеріал знятий в Україні. Виробництвом серіалу займалася компанія «SPACE Production» на замовлення телеканалу «1+1», автором сценарію виступив Сергій Щербин.
В Україні перший сезон серіалу вийшов йшов з 7 по 17 грудня 2020 року на телеканалі «1+1». В Росії серіал має вийти на телеканалі СТС в 2021 році.

## Сюжет
Після 10-річної відсутності до рідного містечка повертається Артем Короленко. Він весь цей час жив у столиці, досяг висот і жодного разу не відвідував сім'ю, хоч їм постійно допомагав коштами. Також він не спілкувався із коханою дівчиною Катею, якій колись пообіцяв забрати з собою. До маленького містечка Артема направив шеф. Їх будівельна компанія планує зводити у містечку Рідня новий торговий центр на місці будинку культури.
Втім, у рідному місті головного героя стаються багато пригод і перед ним починається чимало випробувань. Столичний бізнесмен зустрічається з власною сім'єю, друзями і першим коханням. Для того, щоб вирішити завдання свого шефа він стає директором Будинку культури та постійно співпрацює з Катею. Нові зустрічі допомагають хлопцеві переосмислити життєві пріоритети та набути справжніх цінностей.

## У ролях

### У головних ролях
- Гаврило Федотов — Артем Короленко, менеджер, що став директором Будинку культури (головна роль)
- Клавдія Дрозд-Буніна — Катерина Сергіївна, колишня Артема, заступниця директора БК (головна роль)
- Інна Приходько — Ірен, сестра Артема
- Євген Ламах — Паша (Муха), таксист, товариш Артема з дитинства
- Олена Узлюк — мати Артема
- Валерій Астахов — Валерій, батько Артема
- Артем Барвінок — Вітя, син Ірен
- Катерина Кістень — Ангеліна Веніамінівна, керівниця вокального гуртка
- Леся Самаєва — Вікторівна
- Данило Бєлих — Валентин
- Олена Олар — Лілія Олегівна
- Олексій Потапенко — Олег, власник фірми
- Станіслав Боклан — Віталій Леонтійович, чиновник з мерії
- Олексій Череватенко — Стас
- Костянтин Октябрський — Роман

### У ролях
- Арам Арзуманян — Арсен
- Ніна Галена — бабка
- Маргарита Жигунова — бабуся Ніна
- Олександр Мельник — безхатько
- Сергій Смеян — бригадир
- Андрій Тітов — Валєра
- Валерія Товстолєс — Віка
- Микола Григоренко — Глєбич
- Костянтин Корецький — даішник
- Петро Хіміч — Жутько
- Михайло Аугуст — Іванич
- Дмитро Коляденко — Коляденко
- Віктор Андрущенко — Лисий
- Мішель Андраде — Мішель
- Олексій Сторожук — Вантажник 1
- Олексій Агєєв —  Водій підйомника
- Анна Александрович — Відьма
- Андрій Кронглевський — Жаба
- Олександр Ярема — Інспектор пожежної безпеки
- Владислав Писаренко — Інструктор
- Наталія Кобізька — Каблукова
- Михайло Досенко — Консультант
- Олег Масленніков — Копійка
- Антоніна Макарчук — Лариса
- Сергій Сафрончик — Лікар 1
- Володимир Гончаров — Лікар 2
- Анастасія Біла — Лола
- Марк Дробот — Марк
- Валентина Вовченко — Медсестра 1
- Інна Шевченко — Медсетра 2
- Олег Москаленко — Менеджер банку
- Анастасія Іванюк — Міс 2
- Анастасія Дем'яненко — Міс 1
- Дмитро Палєєв-Барманський — Чоловік 1
- Наталія Музичко — Наташа
- Юлія Гершанік — Оля
- Вадим Куценок — Організатор
- Артемій Зеленський — Офіціант
- Григорій Бакланов —Офіціант 2
- Олександра Бехтєєва — Офіціантка
- Вікторія Вейнерман — Офіціантка 2
- Вікторія Луцкова —Повія 1
- Наталя Ренькас —Повія 2
- Анастасія Баша —Покоївка
- Павло Тупіков —Поліцейський

Також знялися у серіалі Мішель Андраде та Олексій Потапенко (ПТП) в ролі Олега.

## Знімання
Знімання телесеріалу тривало влітку 2020 року з дотриманням нових вимог роботи знімальних груп в умовах адаптивного карантину у зв'язку з поширенням коронавірусу COVID-19.
Продюсерами серіалу від каналу «1+1» виступають Максим Кривицький, Олена Єремєєва та Дарина Жукова. Генеральні продюсери від «SPACE Production» — Дар'я Легоні-Фіалко та Катерина Ласкарі. Режисер-постановник — Сергій Щербин, оператор-постановник — Богдан Якименко.